# Берестов Петро Пилипович
 Петро́ Пили́пович Берестов (нар. 21 грудня 1898 — 16 листопада 1961) — радянський військовий діяч, Герой Радянського Союзу (1945).

## Життєпис
Народився 21 грудня 1898 року в селі Берестово (нині Сюмсинський район Удмуртської республіки РФ) у селянській родині. Росіянин.
Проходив службу в російській армії, демобілізований у лютому 1918 року.
У РСЧА з 1918 року. Брав участь у Громадянській та радянсько-польській війні.
В 1920 році закінчив піхотні курси, а в 1924 році вищу школу фізосвіти.
Брав участь у радянсько-фінській війні. У 1949 році закінчив курси «Выстрел».
З початком німецько-радянської війни командував полком. Командир 331-ї стрілецької дивізії (31-а армія, 3-й Білоруський фронт) генерал-майор Берестов вміло організував дії частин при прориві сильно укріпленої оборони ворога. 2 лютого 1945 року нічним штурмом дивізія оволоділа м.Ландсберг (Гурово-Ілавецьке, Польща). Опинившись в оточені, особисто керував відбиттям атак противника, завдавши йому великих втрат, чим сприяв подальшому наступу військ армії.
27 червня 1945 року удостоєний звання Героя Радянського Союзу.
Після війни й далі служив у армії.
У 1955 році генерал-майор Берестов вийшов у запас. Жив і працював у Запоріжжі. Помер 26 листопада 1961 року.

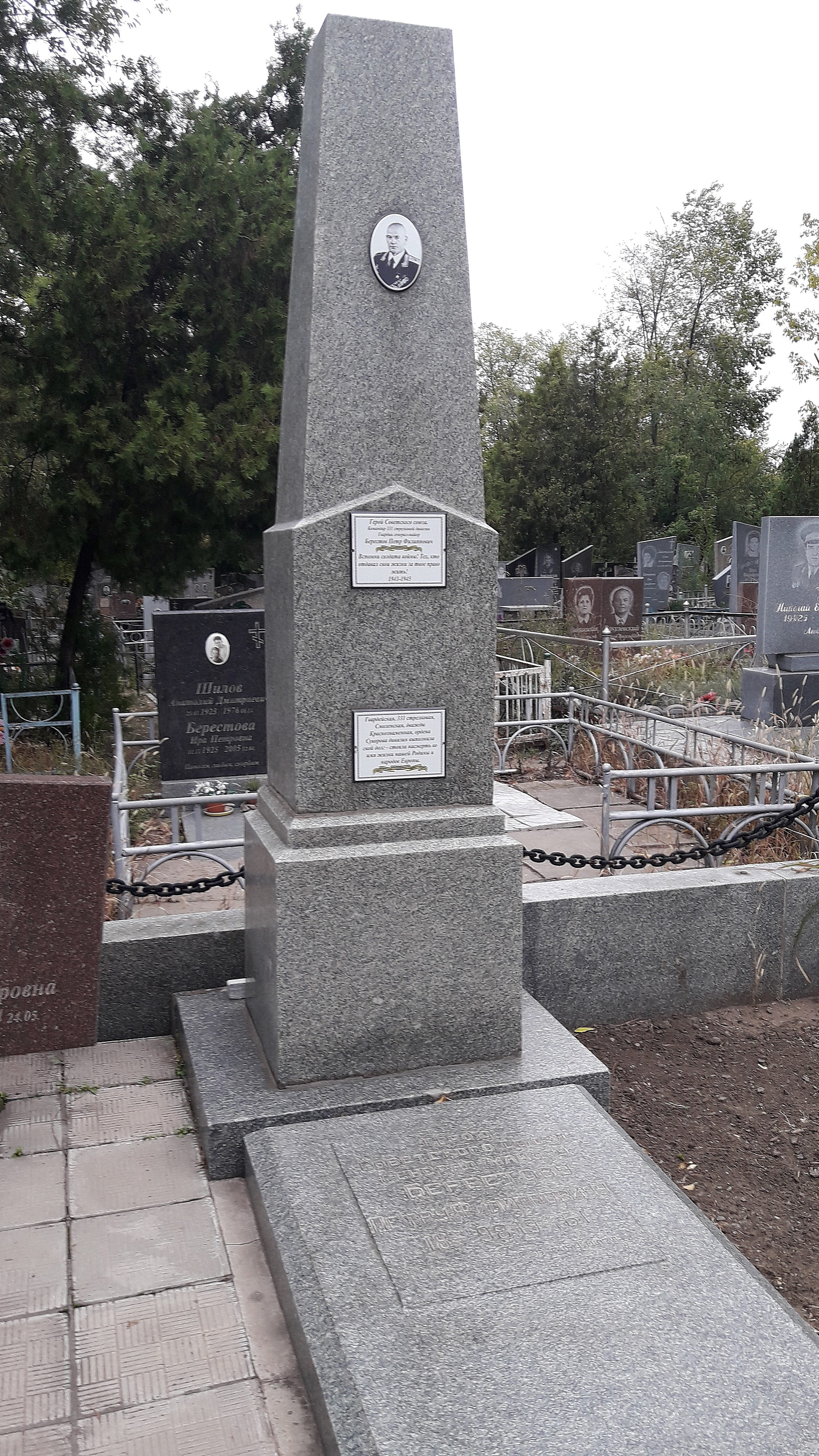
Могила Берестова П. П., Запоріжжя, вул. Київська, Південне кладовище

## Нагороди
Також був нагороджений: двома орденами Леніна, чотирма орденами Червоного Прапора, орденом Суворова 2-го ступеня, орденом Кутузова 2-го ступеня, орденом Богдана Хмельницького 2-го ступеня та медалями.